# La Fortuna (miniserie televisiva)
La Fortuna è una miniserie televisiva ispano-statunitense pubblicata sulla piattaforma di streaming Movistar+ dal 30 settembre al 29 ottobre 2021. È diretta da Alejandro Amenábar, prodotta da Movistar+, AMC Networks, MOD Pictures e ha come protagonista Álvaro Mel. È basata sul romanzo a fumetti Il tesoro del cigno nero (El tesoro del Cisne Negro) di Paco Roca e Guillermo Corral, che si riferisce a una vicenda realmente accaduta ossia il ritrovamento del relitto della nave Nuestra Señora de las Mercedes con il suo tesoro.
In Italia la miniserie è stata trasmessa su Rai 1 il 30 e il 31 maggio 2022 in due prime serate.

## Trama
Álex Ventura, giovane e inesperto diplomatico spagnolo, viene posto a capo di una delicata missione che metterà alla prova tutte le sue convinzioni: recuperare il tesoro della spagnola La Fortuna, affondata nel 1804, recuperato illegalmente dallo statunitense Frank Wild, un avventuriero che gira il mondo depredando i fondali marini. Formando una squadra con Lucía, funzionaria ministeriale, e Jonas Pierce, brillante avvocato statunitense da tempo in contrasto con Frank Wild, Álex si imbarcherà nell'avventura della sua vita, scoprendo l'importanza dell'amore, dell'amicizia e dell'impegno per ciò in cui si crede.

## Episodi
| nº | Titolo in streaming | Pubblicazione Spagna | Titolo italiano in chiaro | Prima TV Italia |
| -- | ------------------- | -------------------- | ------------------------- | --------------- |
| 1  | Episodio 1          | 30 settembre 2021    | Prima parte               | 30 maggio 2022  |
| 2  | Episodio 2          | 30 settembre 2021    | Prima parte               | 30 maggio 2022  |
| 3  | Episodio 3          | 8 ottobre 2021       | Prima parte               | 30 maggio 2022  |
| 4  | Episodio 4          | 15 ottobre 2021      | Seconda parte             | 31 maggio 2022  |
| 5  | Episodio 5          | 22 ottobre 2021      | Seconda parte             | 31 maggio 2022  |
| 6  | Episodio 6          | 29 ottobre 2021      | Seconda parte             | 31 maggio 2022  |

### Prima parte
Grazie a un robot subacqueo l'esplorazione di Frank Wild, scopre un galeone spagnolo affondato nei mari portoghesi a inizio ottocento a causa della marina britannica, un tesoro dal valore inestimabile. Il governo spagnolo stabilisce che si tratta di resti de La Fortuna, un'antica fregata spagnola data per dispersa. Questo eccezionale ritrovamento genera una disputa di portata internazionale ed è conteso dagli Stati Uniti d'America, paese Frank. Dalla Spagna un giovane diplomatico Álex Ventura si ritrova a suo malgrado in una spedizione per recuperare il tesoro sottratto da Frank Wild. Per l'occasione viene aiutato da Lucía Vallarta, una funzionaria pubblica e Jonas Pierce, un avvocato con la passione dei pirati.
- Ascolti: telespettatori 2 231 000 – share 13,30%[12].

### Seconda parte
Álex e Lucía sono diretti ad Atlanta per prendere parte al processo che alla fine determina la legittima proprietà del tesoro. I due devono attuare tutta la propria astuzia per sventare le trame di Frank Wild. Successivamente Álex si dirige a Washington per coordinare l'operazione di ritorno del preziosissimo tesoro destinato alla Spagna, probabilmente non ha fatto i conti con le imprevedibili architetture di Frank Wild, che ostacola la consegna e la spedizione delle monete. In questo modo il trasporto del bottino stimato sui 500 milioni di dollari, che dalla Georgia dovrebbe giungere fino alla Spagna e si rivela una missione dalle tante imprevedibili insidie.
- Ascolti: telespettatori 1 617 000 – share 9,90%[13].

## Personaggi e interpreti
- Álex Ventura, interpretato da Álvaro Mel, doppiato da Emanuele Ruzza. È un giovane diplomatico.
- Lucía Vallarta, interpretata da Ana Polvorosa, doppiata da Perla Liberatori. È una funzionaria pubblica.
- Jonas Pierce, interpretato da Clarke Peters, doppiato da Paolo Marchese. È un avvocato con la passione dei pirati.
- Frank Wild, interpretato da Stanley Tucci, doppiato da Luca Biagini.
- Enrique Moliner, interpretato da Karra Elejalde, doppiato da Sergio Lucchetti.
- Susan McLean, interpretata da T'Nia Miller, doppiata da Daniela Calò.
- Zeta, interpretata da Blanca Portillo, doppiata da Rachele Paolelli.
- Mazas, interpretato da Alfonso Lara, doppiato da Massimo De Ambrosis.
- Amy Wild, interpretata da Indy Lewis, doppiata da Lucrezia Marricchi.
- Maggie, interpretata da Sharon D. Clarke, doppiata da Emanuela Baroni.
- Tony, interpretato da Duncan Pow, doppiato da Gabriele Vender.
- Horacio Valverde, interpretato da Manolo Solo, doppiato da Simone Mori.
- Diego de Alba, interpretato da Nico Romero, doppiato da Raffaele Carpentieri.
- Ambasciatore Arribas, interpretato da Pedro Casablanc, doppiato da Dario Oppido.
- Bustamante, interpretato da Vicente Vergara, doppiato da Roberto Stocchi.
- Espinosa, interpretato da Sergio Abelaira, doppiato da Alberto Franco.
- Bego, interpretato da Inma Ochoa, doppiata da Carolina Zaccarini.
- Billy, interpretato da Jimmy Shaw.
- Marisa, interpretata da Ana López Segovia.
- Victor, interpretato da David Comrie.
- Tenente Stanton, interpretato da Jonah Russell, doppiato da Luca Appetiti.
- Jueza Ellis, interpretata da Sara Stewart, doppiata da Paola Majano.
- Liz, interpretata da Marjorie Glantz.
- Pilar, interpretata da Mari Carmen Sánchez, doppiata da Valeria Perilli.
- Capitano Fuentes, interpretato da Jorge Asín, doppiato da Maurizio Fiorentini.
- Lucas Martos, interpretato da Juan Carlos Vellido, doppiato da Raffaele Palmieri.
- Capitano Portillo, interpretato da Elías Pelayo, doppiato da Raffaele Proietti.
- María Esperanza, interpretata da Marta Belmonte.
- Concha, interpretata da Lelé Guillén, doppiata da Giulia Tarquini.
- Jina, interpretata da Misa D'Angelo, doppiata da Ludovica Bebi.
- Clayden de Alba, interpretato da Stephen Boxer, doppiato da Gianni Giuliano.
- Natalia, interpretata da Pilar Bergés, doppiata da Alessandra Bellini.
- Vilma Santos, interpretata da Isa Seriñá, doppiata da Daniela Abbruzzese.
- Mike, interpretato da Alejandro Speitzer, doppiato da Federico Viola.
- Diego, interpretato da Artur Busquets, doppiato da Gianluca Crisafi.
- Moreno, interpretato da David Bedella, doppiato da Luca Appetiti.

## Produzione
La miniserie è tratta dal graphic novel Il tesoro del cigno nero (El tesoro del Cisne Negro) di Paco Roca e Guillermo Corral, a sua volta ispirato alla vicenda della fregata spagnola Nuestra Señora de las Mercedes affondata dalla marina dell'Impero britanniconel 1804 e il cui tesoro è stato recuperato nel 2007 e a un successivo contenzioso internazionale.
La miniserie è prodotta da Movistar+ (piattaforma televisiva di Telefónica), da AMC Networks e da MOD Pictures, ed è la prima opera televisiva di Alejandro Amenábar, sceneggiata dallo stesso con Alejandro Hernández.

### Riprese
Le riprese sono iniziate nell'agosto del 2020 in Spagna (Madrid e Palazzo della Moncloa, Cadice, Saragozza, Galizia) e negli Stati Uniti (Atlanta, Washington). Le riprese sono terminate nel porto di Pasaia, nei Paesi Baschi, il 27 aprile 2021.

### Presentazione
La miniserie è stata presentata in anteprima al 69º Festival internazionale del cinema di San Sebastián, mentre il trailer è stato pubblicato il 9 agosto 2021.

## Distribuzione

### Spagna
In Spagna la miniserie è composta da 6 episodi da 50 minuti ciascuno, è stata pubblicata sulla piattaforma di streaming Movistar+ dal 30 settembre al 29 ottobre 2021.

### Stati Uniti
Negli Stati Uniti la miniserie è composta dagli stessi 6 episodi da 50 minuti ciascuno, è stata pubblicata sulla piattaforma di streaming AMC+ dal 20 gennaio 2022.

### Italia
In Italia la miniserie è stata rimontata in due puntate da 120 minuti, è stata trasmessa su Rai 1 il 30 e il 31 maggio 2022 in due prime serate.

## Riconoscimenti
27º Forqué Awards
- 2021: Candidatura come Miglior serie di finzione per La Fortuna[24][25]
- 2021: Candidatura come Miglior attrice ad Ana Polvorosa[24][25]
- 2021: Candidatura come Miglior attore ad Álvaro Mel[24][25]

30º Actors and Actresses Union Awards
- 2022: Candidatura come Miglior attore televisivo in un ruolo secondario a Karra Elejalde[26]